# Israelisch-saudi-arabische Beziehungen
Die Israelisch-saudischen Beziehungen sind das zwischenstaatliche Verhältnis zwischen Israel und Saudi-Arabien. Zwischen beiden Staaten bestehen keine diplomatischen Beziehungen und Saudi-Arabien beteiligte sich an dem Palästinakrieg 1948/49 um die Gründung Israels zu verhindern. In der Folgezeit etablierten beide Staaten allerdings bereits in den 1960er Jahren geheime Kontakte, um gemeinsame geopolitische Ziele zu verfolgen. 1981 und 2002 legte Saudi-Arabien jeweils eigene Friedenspläne für die Lösung des Israelisch-palästinensischem Konflikts vor, welche jedoch von Israel abgelehnt wurden. Saudi-Arabien macht weiterhin die Gründung eines Palästinenserstaates zur Bedingung einer diplomatischen Normalisierung. Jedoch haben beide Staaten auch ohne Friedensabkommen in den 2010er eine informelle politische und wirtschaftliche Kooperation aufgebaut.

## Geschichte
Saudi-Arabiens Staatsgründer, König Abd al-Aziz ibn Saud, lehnte die Gründung Israels ab. So versuchte ihn US-Präsident Franklin D. Roosevelt im Februar 1945 vergeblich davon zu überzeugen, der Gründung eines Judenstaates im Mandatsgebiet Palästina zuzustimmen. Ibn Saud verwies auf anhaltende Gegensätze zwischen Arabern und Juden und schlug die Errichtung eines jüdischen Staates stattdessen in Deutschland vor und ließ sich auch nicht von Roosevelts angebotenen großzügigen Wirtschaftshilfen umstimmen. Saudi-Arabien gehörte zu den arabischen Staaten, die den UN-Teilungsplan von 1947 ablehnten und den neugegründeten Staat Israel unmittelbar nach dessen Proklamation militärisch angriffen, auch wenn die Saudi lediglich knapp 1000 Soldaten in den Kampf schickten, der für die Araber in einer vernichtenden Niederlage endete.
Aufgrund der engen Allianz des saudischen Königshauses mit den USA in politischer und militärischer Hinsicht gehörten die Saudis allerdings zu den moderateren Stimmen der arabischen Welt hinsichtlich der Positionierung gegenüber Israel. Die Führung im Kampf gegen Israel übernahmen deshalb in der Folge die arabisch-sozialistischen Republiken wie Nassers Ägypten. An den folgenden arabisch-israelischen Kriegen beteiligten sich die Saudis nicht mehr mit eigenen Truppen, jedoch logistisch und finanziell wie im Sechstagekrieg 1967. Nach der erneuten arabischen Niederlage zählte Saudi-Arabien zu den Staaten, die sich mit der Khartum-Resolution weiterhin kompromisslos gegenüber Israel zeigten. Während des Jom-Kippur-Krieges 1973 setzte König Faisal als Druckmittel erstmals gezielt das Öl ein: Gemeinsam mit anderen arabischen Staaten verhängten Saudi-Arabien und weitere OPEC-Staaten am 17. Oktober 1973 ein Ölembargo gegen die USA und andere westliche Staaten, um diese für ihre Unterstützung Israels zu bestrafen. Dieses Ölembargo löste eine globale Energiekrise aus, was die politische Bedeutung der Saudis im Nahostkonflikt und ihren Einfluss auf die weltweite Ölversorgung demonstrierte.
Nach dem Krieg von 1973 blieb die offizielle saudische Haltung gegenüber Israel ablehnend. Saudi-Arabien schloss sich der einheitlichen Linie der Arabischen Liga an, welche eine Normalisierung erst nach einer Lösung der Palästinafrage vorsah. Als Ägypten 1979 einen separaten Frieden mit Israel schloss, verurteilte Riad diesen Schritt und beteiligte sich an der zeitweiligen Isolation Ägyptens in der arabischen Welt. Gleichzeitig engagierte sich Saudi-Arabien finanziell für die Palästinenser und unterstützte die Palästinensische Befreiungsorganisation (PLO), die teils militant gegen Israel vorging. 1981 schlug Kronprinz Fahd einen Acht-Punkte-Plan vor, der u. a. einen israelischen Rückzug aus allen besetzten Gebieten und einen palästinensischen Staat vorsah. Obwohl dieser Fahd-Plan zunächst international Beachtung fand, lehnten Israel und Syrien ihn ab, sodass er ohne unmittelbare Folgen blieb.
In den 1990er-Jahren kam es zu ersten indirekten Kontakten. Saudi-Arabien unterstützte die von den USA initiierten Friedensbemühungen 1991 zumindest symbolisch. So nahm Riad – zunächst inoffiziell als Beobachter – an der Madrider Friedenskonferenz 1991 teil. Während des Oslo-Friedensprozesses ab 1993 hielt sich Saudi-Arabien zwar im Hintergrund, signalisierte aber grundsätzliche Unterstützung für eine Verhandlungslösung und stellte den Palästinensern weiterhin finanzielle Hilfe bereit. 2002 präsentierte der damalige saudische Kronprinz Abdullah auf dem Gipfel der Arabischen Liga die Arabische Friedensinitiative. Die arabischen Staaten unter Führung der Saudis boten Israel darin eine Normalisierung der Beziehungen an, falls Israel sich aus den 1967 besetzten Gebieten (West Bank und Gazastreifen) vollständig zurückzieht, einen souveränen Palästinenserstaat mit Ost-Jerusalem als Hauptstadt akzeptiert und eine „gerechte Lösung“ für die palästinensischen Flüchtlinge ermöglicht. Israel lehnte den Plan jedoch ab.
In den 2000er- und 2010er-Jahren blieb Saudi-Arabien öffentlich bei der Forderung nach einer Zwei-Staaten-Lösung als Voraussetzung für Beziehungen. Gleichwohl begannen sich die strategischen Kalküle zu verschieben: Mit dem wachsenden Einfluss des Iran in der Region (insbesondere nach 2003 und infolge des Arabischen Frühlings) rückten Israel und Saudi-Arabien in ihrem gemeinsamen Interesse, den Iran einzudämmen, näher zusammen. Hinter den Kulissen intensivierten sich in diesem Zeitraum die Kontakte und 2010 besuchte mit Mossad-Chef Meir Dagan erstmals ein israelischer Beamter Saudi-Arabien. Öffentliche Annäherungsschritte gab es vereinzelt. 2018 signalisierte der einflussreiche Kronprinz Mohammed bin Salman in Interviews überraschend offen einen moderateren Ton – so erkannte er das Existenzrecht Israels indirekt an, indem er erklärte, sowohl Israelis als auch Palästinenser hätten “das Recht auf ein eigenes Land”. Im selben Jahr gestattete Riad dann offiziell die erstmalige Überflugroute eines Passagierflugzeugs (Air India) von Delhi nach Tel Aviv über saudisches Territorium.
Im August 2020 kam es mit den von den USA vermittelten Abraham-Abkommen zu einer historischen Normalisierung zwischen Israel und vier arabischen Staaten (Vereinigte Arabische Emirate, Bahrain, Sudan und Marokko). Saudi-Arabien selbst trat diesem Abkommen zwar nicht bei, begrüßte es aber vorsichtig. So soll Riad seinem engen Verbündeten Bahrain stillschweigend grünes Licht für dessen Beitritt gegeben haben. Außerdem öffnete Saudi-Arabien seinen Luftraum nun offiziell für Linienflüge von und nach Israel, was u. a. Direktverbindungen zwischen Israel und den VAE ermöglichte. Im November 2020 soll es Medienberichten zufolge sogar zu einem geheimen Treffen zwischen Premierminister Benjamin Netanjahu, US-Außenminister Mike Pompeo und Kronprinz bin Salman in der saudischen Planstadt Neom (welche als Megaprojekt in der Region zwischen Ägypten, Jordanien, Israel und Saudi-Arabien als mögliche wirtschaftliche Brücke fungierten könnte) gekommen sein, was allerdings offiziell dementiert wurde.
2023 intensivierten die USA ihre Vermittlung für ein formelles Normalisierungsabkommen zwischen Saudi-Arabien und Israel. Im Sommer 2023 signalisierten beide Seiten unter Vermittlung von US-Präsident Joe Biden grundsätzliches Interesse an einem „Jahrhundert-Deal“. Im Gespräch waren eine formelle Sicherheitsgarantie der USA, deren Unterstützung für ein saudisches ziviles Nuklearprogramm sowie Zugeständnisse Israels an die Palästinenser als Preis für eine Anerkennung Israels. Im September 2023 habe laut Aussagen Netanjahus ein historisches Abkommen kurz bevorgestanden. Der Terrorangriff der Hamas auf Israel 2023 warf den Verhandlungen allerdings zurück, als Saudi-Arabien die israelische Kriegführung im Gazastreifen verurteilte und öffentlich auf Distanz ging. Anfang 2024 signalisierte US-Außenminister Antony Blinken, dass Saudi-Arabien prinzipiell nach wie vor an einer Annäherung interessiert sei, allerdings erst nach einer Beruhigung der Lage in Gaza. Als unabdingbare Forderung der Saudis gilt allerdings weiterhin ein unabhängiger Palästinenserstaat.

## Verdeckte Zusammenarbeit
Trotz fehlender offizieller Beziehungen arbeiten Saudi-Arabien und Israel bereits seit Jahrzehnten im Verborgenen in bestimmten Bereichen zusammen. Erste geheime Kontakte lassen sich bis in die 1960er-Jahre zurückverfolgen, als beide Länder im Nordjemenischen Bürgerkrieg gemeinsame Interessen verfolgten: Sowohl Israel als auch Saudi-Arabien unterstützten damals die monarchistischen Royalisten gegen das von Ägypten (unter Nasser) unterstützte republikanische Regime im Südjemen. Ihre Geheimdienste koordinierten sogar Waffenlieferungen und Unterstützung für die Royalisten, und die Chefs des Mossad und des saudischen Geheimdienstes trafen sich mindestens einmal zu geheimen Gesprächen in London. Der saudische Waffenhändler Adnan Khashoggi verfügte über beste Kontakte zum Mossad und soll ab den 1970er Jahren als Kontaktmann zwischen Israel und dem saudischen Königshaus fungiert haben. Turki ibn Faisal baute als Geheimdienstchef in den 1980er Jahren die verdeckte Kooperation weiter aus.
In den letzten Jahren rückte der Iran als gemeinsamer Erzfeind in den Mittelpunkt der geheimen Zusammenarbeit. Offiziell bestreiten saudische Stellen solche Kontakte oder spielen sie herunter, doch die israelische Seite hat sie mehrfach indirekt bestätigt. So erklärte 2017 der israelische Energieminister Yuval Steinitz öffentlich, es gebe „teilweise geheime“ Beziehungen zu Saudi-Arabien, man halte diese auf Wunsch der Gegenseite unter Verschluss. Ein israelischer Offizieller umschrieb das verdeckte Verhältnis pointiert:  „Wir sind wie die Geliebte. Wir geben den Saudis, was sie brauchen. Wir müssen aber durch die Hintertür kommen und gehen“. Der israelische Generalstabschef Gadi Eizenkot bot Saudi-Arabien in einem Interview mit saudischen Medien eine Intensivierung des Geheimdienst-Informationsaustauschs an und betonte die vielen geteilten Interessen beider Länder, allen voran die Sorge vor Iran.
Zu den wichtigsten Bereichen der verborgenen Kooperation zählen Sicherheits- und Militärfragen. Beide Staaten tauschen in begrenztem Maße geheimdienstliche Erkenntnisse über regionale Bedrohungen aus und koordinieren ihr Vorgehen gegen iranischen Einfluss in Konfliktregionen wie dem Jemen, Irak, Syrien und Libanon. 2022 nahm Saudi-Arabien erstmals an einem gemeinsamen Militärmanöver mit Israel teil: Im Rahmen einer von den USA geführten Marineübung im Roten Meer kooperierten saudische und israelische Marineeinheiten neben anderen Golfstaaten in einer Trainingsmission. Bevor der Iran am 13. April 2024 einen Drohnen- und Raketenangriff auf Israel startete, gab Saudi-Arabien Informationen über den iranischen Plan an die Vereinigten Staaten weiter. Die Saudis spielten ihre Beteiligung herunter, möglicherweise fingen sie jedoch sogar Geschosse ab, die in ihren Luftraum eindrangen, um Israel zu schützen.

## Wirtschaftskooperation
Offizielle Wirtschaftsbeziehungen zwischen Saudi-Arabien und Israel existieren aufgrund fehlender diplomatischer Anerkennung bislang nicht. Historisch beteiligte sich Saudi-Arabien am arabischen Wirtschaftsboykott gegen Israel, sodass direkter Handel unterbunden war. Dennoch kam es inoffiziell vereinzelt zu wirtschaftlichen Kontakten, oft vermittelt durch Drittstaaten. In den letzten Jahren haben sich solche verdeckten Geschäftsbeziehungen ausgeweitet. So sind israelische Technologie- und Cybersecurity-Unternehmen inzwischen diskret in Saudi-Arabien tätig. So gelangte die israelische Spionagesoftware Pegasus in die Hände Saudi-Arabiens und wurde für Spionagezwecke verwendet. 2022 besuchten Dutzende israelische Unternehmer und Investoren Riad sowie das geplante Wirtschaftsprojekt NEOM, um über Kooperationen in den Bereichen Agrartechnologie, Wasserwirtschaft, Medizin und Rüstung zu verhandeln. Der saudische Staatsfonds Public Investment Fund hat außerdem Kapital in israelische Firmen investiert.